# Hoefijzer

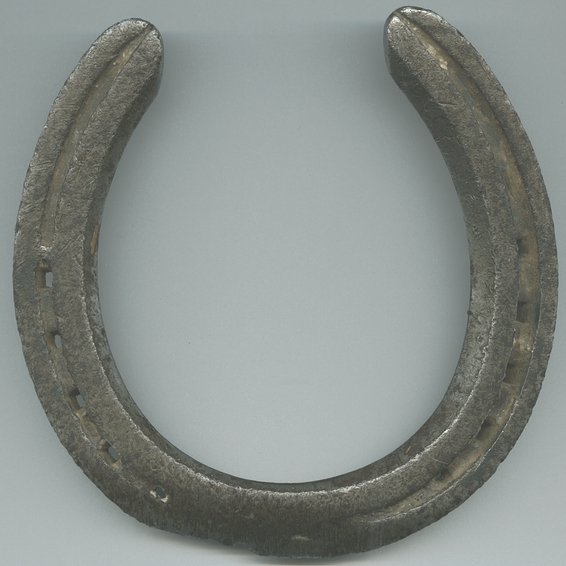
Hoefijzer

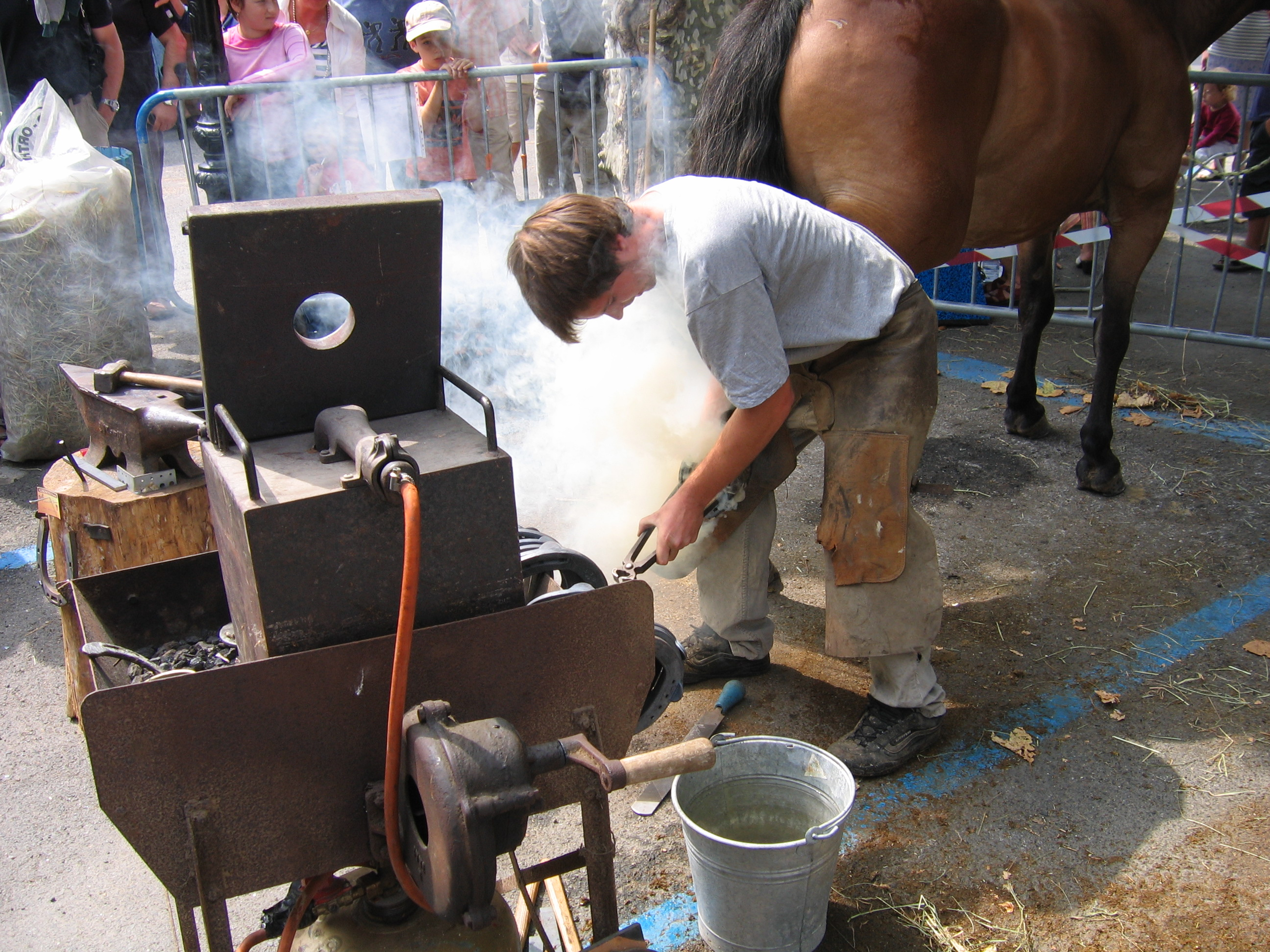
Passen van het hoefijzer.

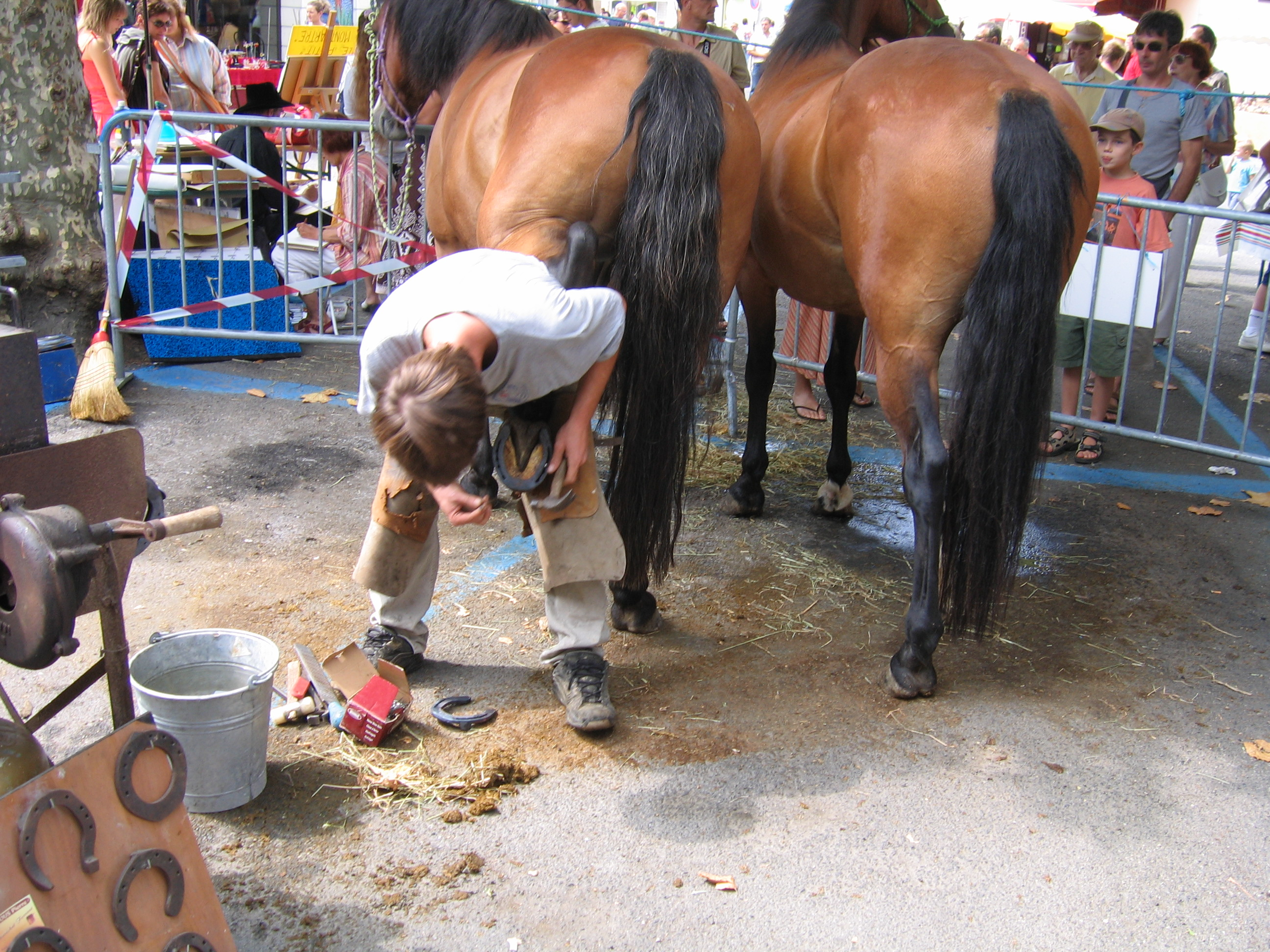
Beslaan van het paard.

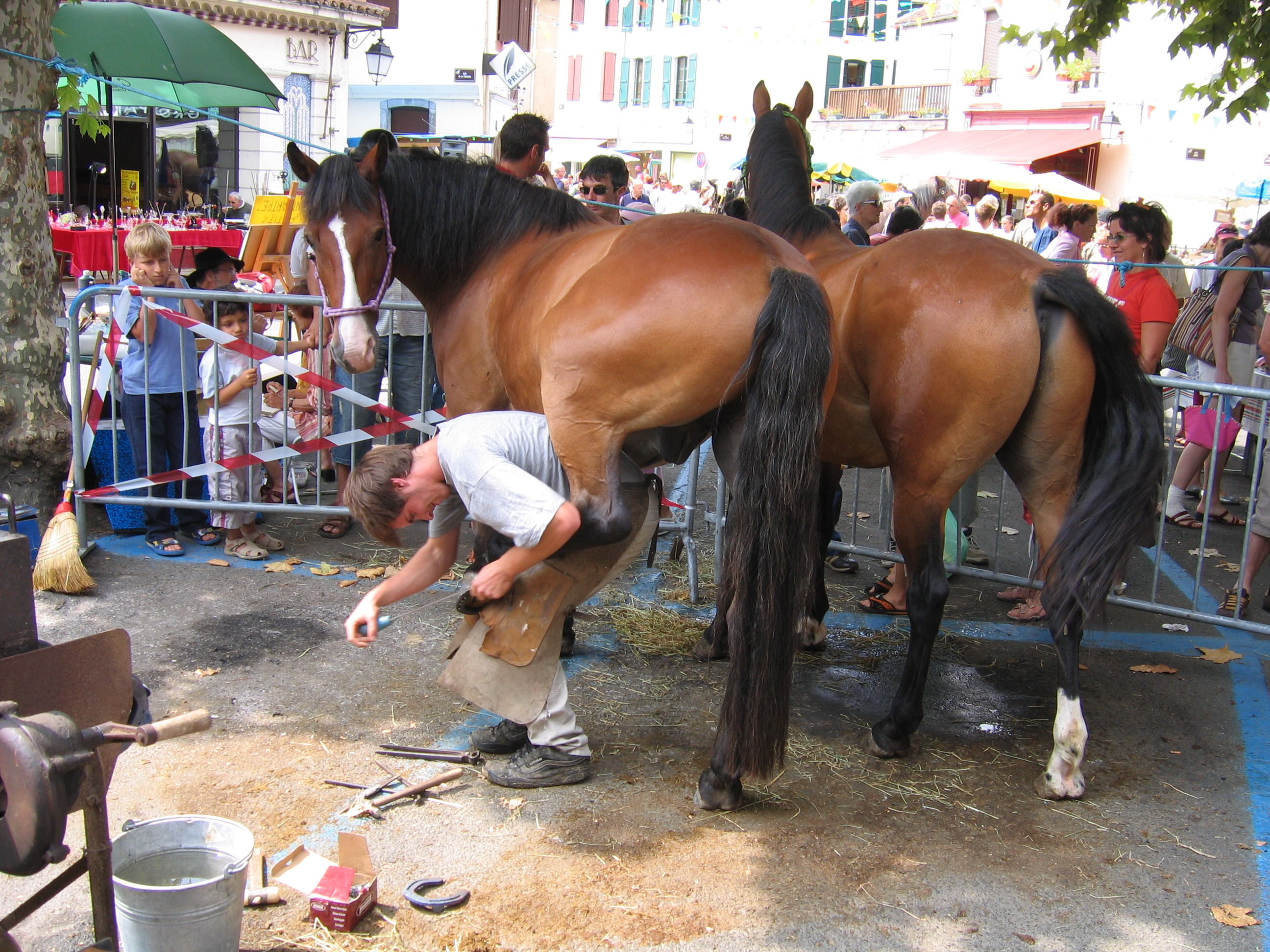
En netjes afwerken.

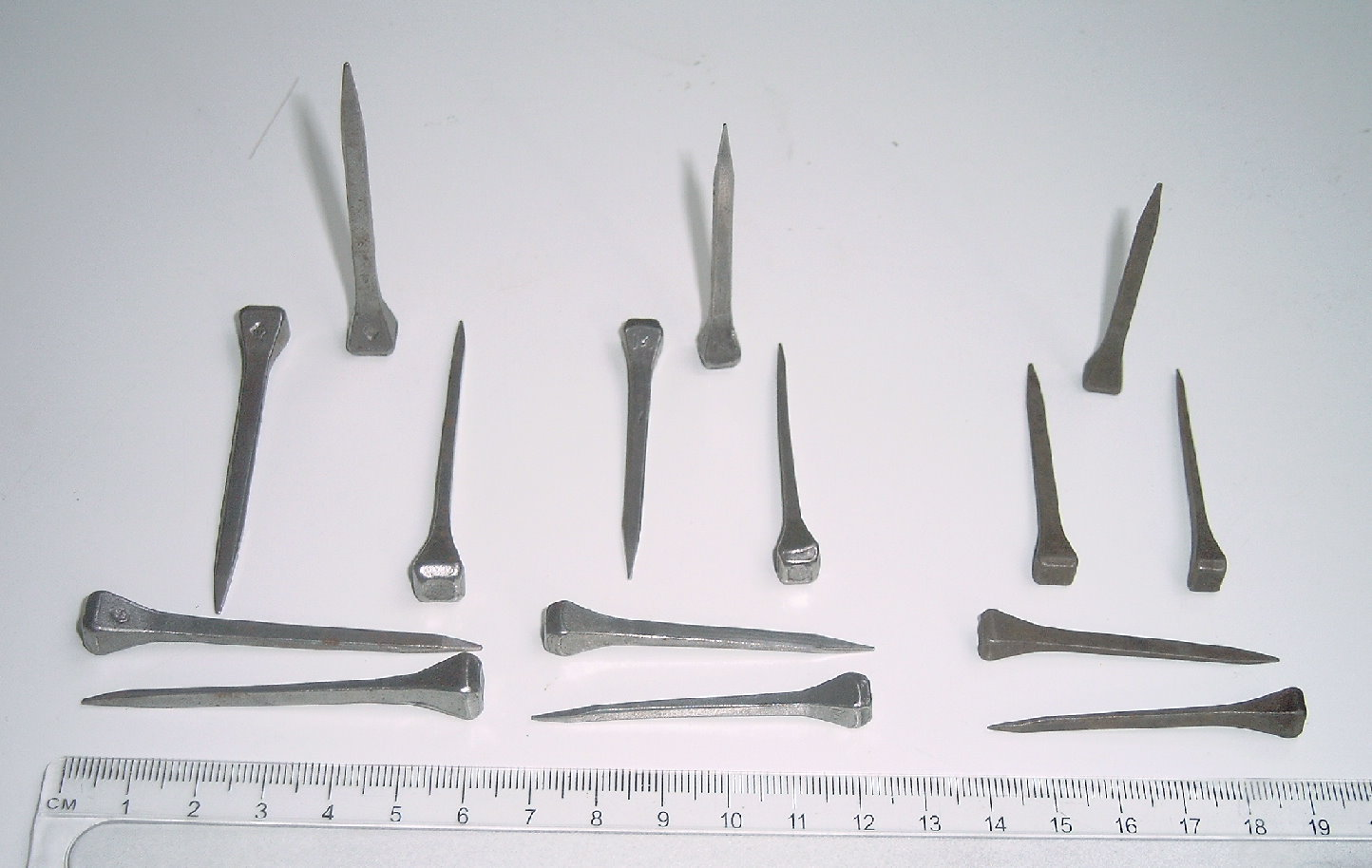
Hoefnagels

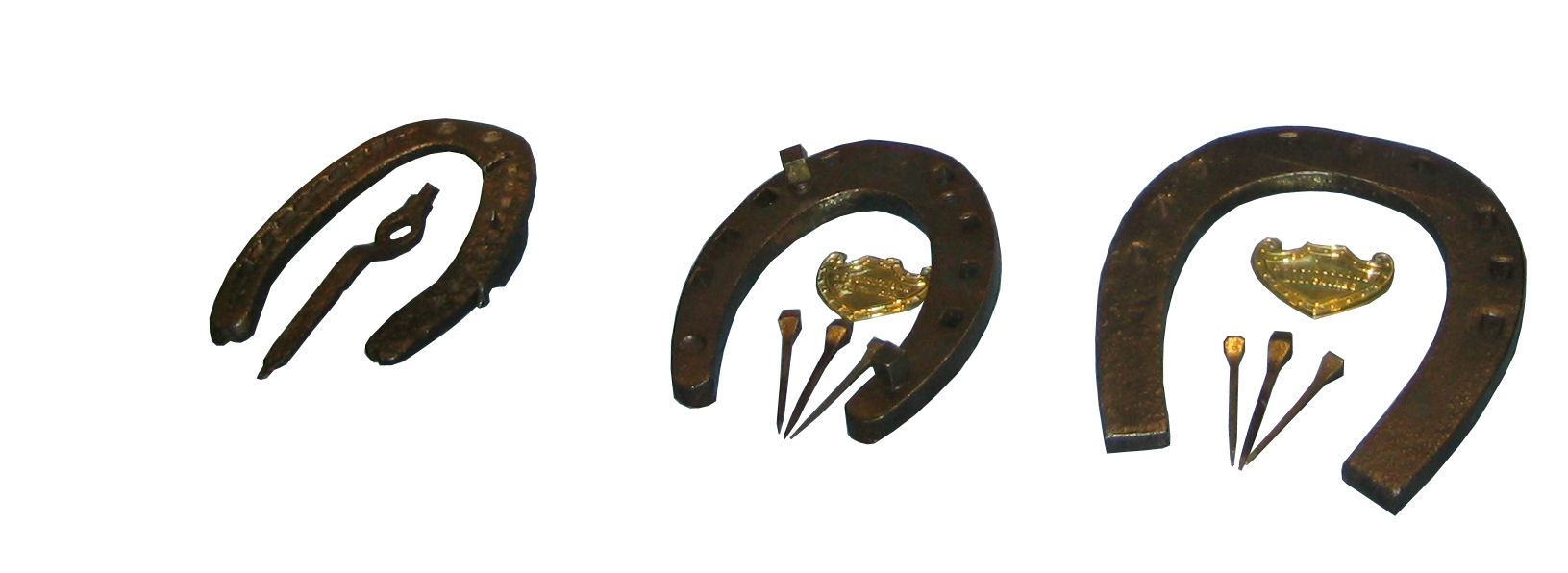
Hoefijzers met kalkoenen, sleutel en hoefnagels

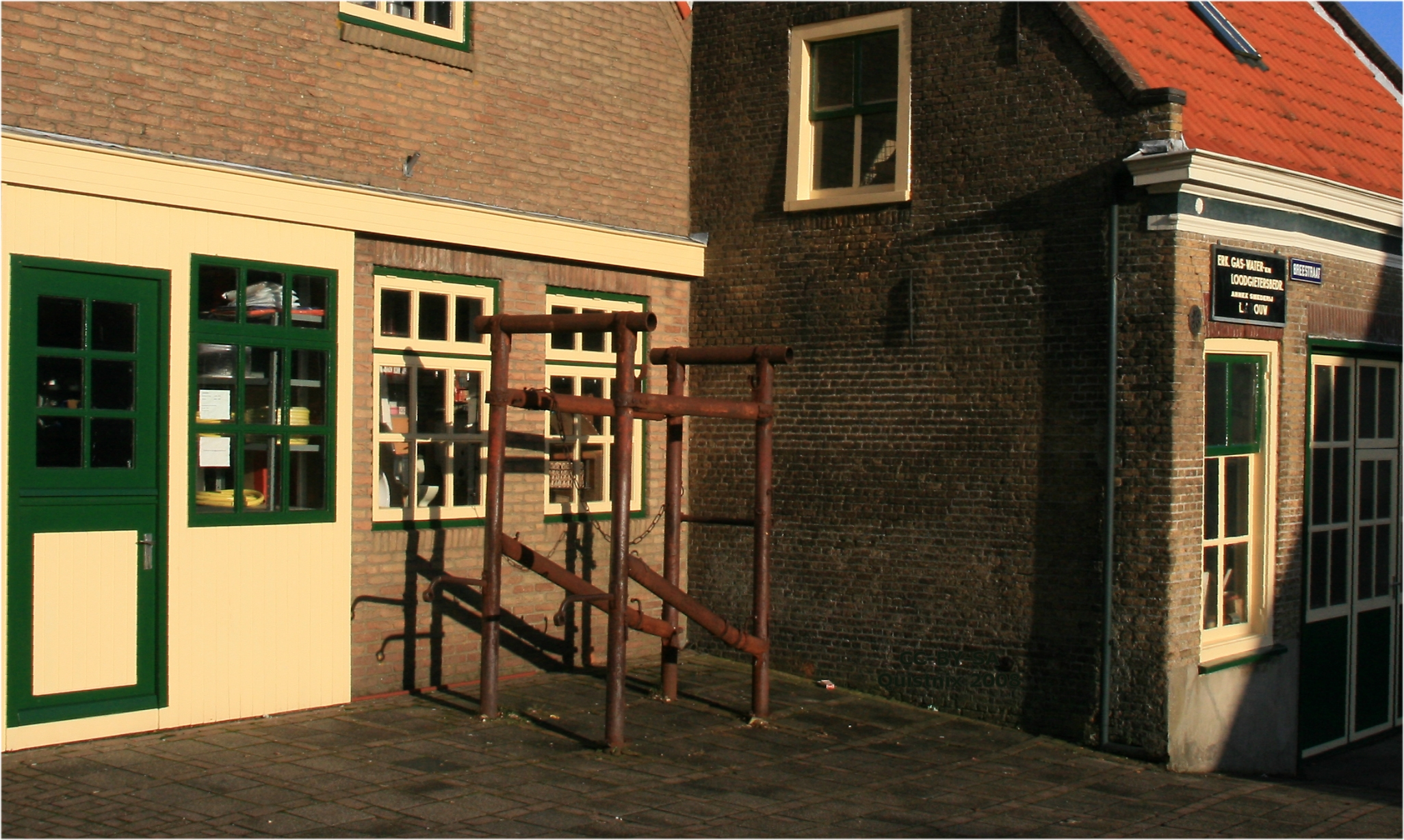
Smidse met hoefstal

Een hoefijzer is een metalen bescherming voor de hoeven van een hoefdier (meestal een paard of ezel, maar ook ossenijzers werden gebruikt). Het is een vlak stuk ijzer met gaten, waar een hoefsmid spijkers doorheen slaat (hoefnagels genoemd), om het ijzer onder de hoef te bevestigen. 

## Beslaan
Het bevestigen van een ijzer aan de paardenhoef heet 'beslaan'. De vorm van een hoefijzer volgt de rand van de hoef, met aan de achterzijde een opening. Hoefijzers voorkomen dat de hoeven worden beschadigd. Vooral in streken met een vochtige grond, die de hoeven relatief zacht maakt, voorkomen ze beschadigingen die tot infectie zouden kunnen leiden.
Er zijn speciale hoefijzers voor verschillende functies. Er bestaan hoefijzers met punten aan de onderzijde, waarmee een paard op het ijs kan lopen en zo een slede of kar over het ijs kan voorttrekken. Het paard "staat op scherp" en komt dan "goed beslagen ten ijs", iets wat in een Nederlands gezegde is verwerkt.

## Materialen
Ieder paard heeft zijn eigen soort beslag. Er kunnen voor de hoefijzers verschillende materialen worden gebruikt. De materialen die gebruikt worden hebben allemaal een eigen functie. Het meest gebruikte materiaal is ijzer. Dit metaal is hard en toch goed te vervormen bij het smeden. Doordat het hard is, slijt het ook niet zo snel. Naast ijzer wordt ook wel gietijzer gebruikt. Dit is erg hard materiaal, wat niet koud kan worden gesmeed.
Voor dravers wordt vaak aluminium gebruikt. Het voordeel van aluminium is, dat de paarden bij het draven niet gehinderd worden door te veel gewicht aan de hoeven. Dit zorgt ervoor dat het paard zijn natuurlijke ritme houdt. Aluminium ijzers worden voor de voorhoeven gekozen, om te zorgen dat er zo weinig mogelijk gewicht aan het been wordt toegevoegd. Bij de achterbenen zorgt het aluminium voor een sterkere remming dan ijzer. Om een goede afzet te realiseren bij dravers is het versnellen van het voorbeen-ritme en het vertragen van het achterbeen-ritme meestal noodzakelijk. Als de achterbenen te snel bewegen is een goede afzet niet goed mogelijk, dit gaat ten koste van de snelheid van het paard. Een nadeel van het aluminium is dat het snel slijt en de paarden vaker beslagen moeten worden.
Een alternatief voor het gebruik van aluminium is tweri. Dit is een legering van aluminium en magnesium. Het is licht materiaal en in tegenstelling tot aluminium slijtvast. Het is echter wel duurder. Verder bestaat de kans, dat er door het schrapen in de box vonken van het hoefijzer springen, waardoor brand kan ontstaan. Om deze reden wordt bijvoorbeeld ook geen titanium gebruikt. Dit metaal is erg hard en licht, maar ook erg brandgevaarlijk. Naast metalen wordt er ook wel gebruikgemaakt van kunststof. Deze kunststof ijzers hebben als voordeel dat ze erg licht zijn en dus het ritme tijdens het draven niet nadelig beïnvloeden. Kunststof ijzers remmen het achterbeenritme en zorgen dus voor extra afzet en extra snelheid. Een nadeel van het kunststof is dat ze niet echt vast onder de voet liggen. Daardoor is er beweging mogelijk. Dit kan bloedingen veroorzaken bij de nagelgaten.
Er wordt ook veel gebruikgemaakt van combinaties van materialen. Dan wordt bijvoorbeeld in de toon van een aluminium ijzer een stukje staal geperst of gelast. Ook worden met rubber beklede ijzeren hoefijzers gebruikt.
Het type ijzer kan per land erg verschillen. Ook de plaats van de nagelgaten is wisselend per land. In Nederland wil men meestal een ijzer dat draagt. Dit houdt in dat men graag een breed ijzer wil, dat veel steun biedt aan de hoef. In België wil men meestal vette ijzers. Dit houdt in dat de gaten voor de nagels aan de binnenkant van het ijzer zitten met als gevolg dat de hoefrand een groot steunoppervlak heeft. Als de gaten meer aan de buitenkant van het ijzer zitten, wordt het wel een mager ijzer genoemd, dan is het oppervlak voor de hoefrand om op te steunen kleiner.

## Grip
Om voor extra grip te zorgen worden in het ijzer gaten gemaakt, waar schroeven met punten, kalkoenen geheten, ingedraaid kunnen worden. De schroeven hebben meestal 3/8" draad, zijn 1 cm dik en zijn variërend in hoogte. De kalkoenen worden gedraaid in de takken of in de toon van het ijzer. De kalkoenen zijn er in veel verschillende maten en vormen. Ook bij kalkoenen wordt wel gebruikgemaakt van widiapunten om te zorgen dat ze niet te snel slijten. De kalkoenen worden vlak voor een wedstrijd in de gaten gedraaid. Na de wedstrijd worden de kalkoenen snel weer verwijderd. Ze hebben namelijk een nadelige invloed op de stand van het paard. Het paard komt iets over de toon te staan en dit is nadelig voor de pees van de hoefbeenstrekker. Het lichaamsgewicht wordt verplaatst, de bodem van de straal komt verder van de grond af en de koot zakt iets meer door, waardoor het hoefmechanisme niet goed meer kan functioneren. Verder loopt het paard het risico dat het zijn kroonrand betrapt doordat de kalkoenen uit het ijzer steken.
De term voor het inschroeven van kalkoenen is het 'op scherp zetten' van een paard.
Er bestaan ook speciale ijzers die zonder kalkoenen extra grip bieden. In Engeland bijvoorbeeld zijn de zogenaamde concave ijzers zeer gewild, mede door de lange jachttraditie daar. Deze concave ijzers hebben een afgeschuinde binnenzijde. Hierdoor biedt het ijzer veel steun, maar is relatief licht. De vorm zorgt voor meer grip dan een volledig vlak ijzer. Het ijzer is volledig doorgeritst in de teen en in de takken (zijkanten). Verder zijn er nog verschillende andere profielijzers op de markt die het paard meer grip bieden.

## Alternatieven
Meer paardenliefhebbers dan voorheen laten hun paard blootvoets door het leven gaan. Door een andere bekappingsmethode is het mogelijk om paarden op harde ondergrond en ruw terrein te laten lopen zonder dat de hoeven snel slijten. Het kost gemiddeld een jaar om de hoeven weer in een natuurlijker conditie te krijgen. Hierbij is veel bewegingsruimte voor het paard van belang, de hoeven worden dan beter doorbloed.
Onderzoekingen en inzichten van onder andere de hoefsmid Jaime Jackson, Pete Ramey en de Duitse veearts dr. Strasser tonen sinds het laatste decennium van de twintigste eeuw aan dat hoefijzers niet alleen onnodig zijn, maar ook schadelijk voor de paardenhoef. Als reactie daarop wordt vaker gebruik gemaakt van hoefschoenen. Een hoefschoen is te vergelijken met een mensenschoen. Hij wordt gemaakt van kunststof en individueel aangemeten, omdat elke hoef weer een andere vorm heeft. Een voordeel van hoefschoenen is dat ze alleen gebruikt worden bij het rijden, de rest van de tijd staat het paard op onbedekte hoeven. Dit maakt dat de schoenen niet onnodig slijten en de hoeven zo min mogelijk belemmerd worden in hun natuurlijke staat. Het kost wel enige oefening om te leren het paard de schoenen aan te trekken en hoefschoenen zijn prijzig in aanschaf. Een nadeel van niet beslaan is dat het corrigeren van scheefstand van de hoeven moeilijker is.
Er is nog steeds veel discussie over dit onderwerp. De meeste hoefsmeden blijven van mening dat ijzers de beste optie zijn.

## Symboliek

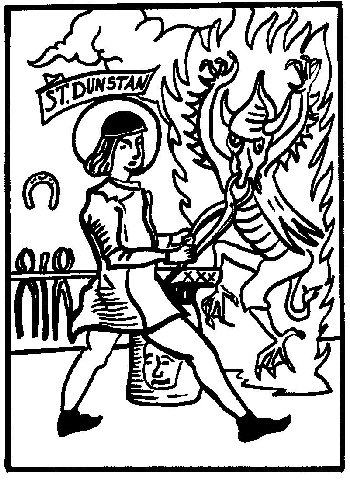
Dunstan neemt de duivel bij de neus

Een hoefijzer boven de deur hangen zou geluk brengen. Het is echter wel van belang hoe dat gebeurt. De juiste wijze is met het open gedeelte naar boven, in een U-vorm. Zo vangt men het geluk, dat van boven komt, op. Andersom zal het ijzer dat niet doen, sterker nog: er wordt gezegd dat dan het geluk eruit loopt.
Ook zou een oud hoefijzer met de linkerhand over de rechterschouder gooien geluk brengen.
Een van de oudste verhalen waarin de bijzondere eigenschappen van het hoefijzer worden beschreven is de legende van Dunstan, een Engelse bisschop die leefde in de tiende eeuw. Hij was niet alleen een groot geleerde, maar ook musicus en edelsmid. Op zekere dag kwam de duivel bij de bisschop langs en vroeg hem zijn hoeven te beslaan. Dunstan zag meteen wie hij voor zich had, bond de duivel vast, zette een van zijn tangen op de neusgaten van de duivel en dwong hem zo te beloven dat hij nooit een huis zou binnengaan waar een hoefijzer aanwezig was. Er bestaan afbeeldingen van de heilig verklaarde Dunstan waarop hij de duivel met een tang bij de neus vastpakt. Dit verhaal is waarschijnlijk de oorsprong van het gezegde iemand bij de neus nemen.

## Wapenschilden
Een hoefijzer wordt vaak gebruikt in de heraldiek.

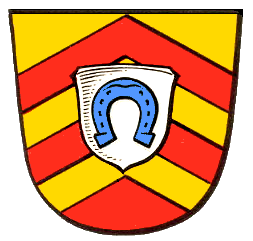
Het wapen van Ginnheim
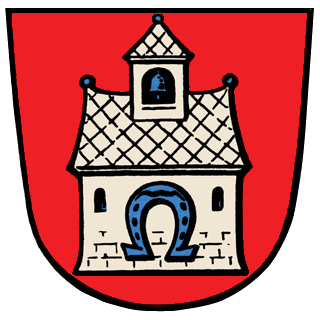
Het wapen van Frankfurt-Hausen
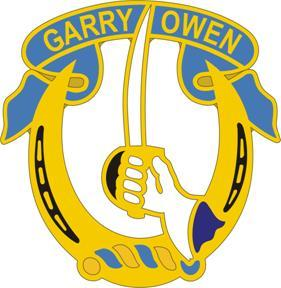
U.S. 7th Cavalry Regiment
Een wapen uit Polen
Een wapen uit Zweden
Een wapen uit Zweden
Het wapen van Padenstedt
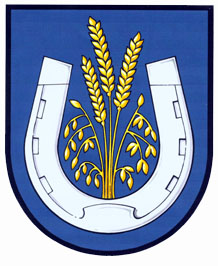
Het wapen van Kovářov